# Morris Fuller Benton

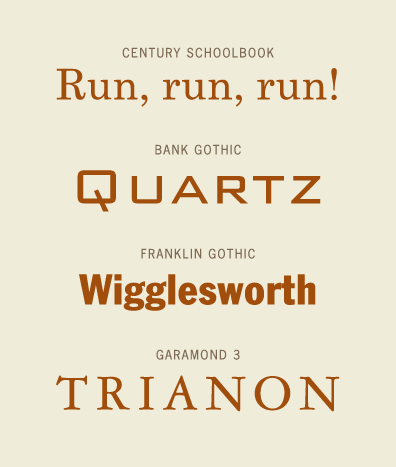
Espécimen de tipos de letra diseñados por Morris Fuller Benton.

Morris Fuller Benton (Milwaukee, Wisconsin, Estados Unidos, 30 de noviembre de 1872 — 30 de junio de 1948) fue un tipógrafo estadounidense, uno de los más importantes de la historia.

## Biografía
Con apenas once años de edad ya hacía algunos trabajos como imprimir ticket y folletos, gracias a la imprenta que montó en la casa de sus padres.
Se graduó a los 24 años de la Cornell University de Ithaca (estado de Nueva York) como ingeniero y meses después empezó a trabajar como ayudante de su padre en AmericanType Founders (ATF), en donde aplicaría sus conocimientos mecánicos en el campo de la maquinaria de las artes gráficas.
En esa época el padre de Morris, Linn Boyd Benton, era famoso por haber elaborado una máquina para la elaboración de punzones, invento que le hizo llegar a director de ATF.
En 1900 pasó a ser diseñador en jefe de ATF, donde estuvo ejerciendo su profesión hasta su retirada en 1937 a la edad de 65 años. Falleció el 30 de junio de 1948 a la edad de 76 años. La vida de Benton estaba caracterizada por la mezcla de la creatividad tipográfica y los conocimientos y la precisión de un ingeniero.
Su amor por la tipografía era notable ya que había nacido en una familia que se dedicaba a este negocio, después de que empezó a trabajar con su padre realizaron más de 180 tipos de letras con gran diversidad en las cuales está incluida Cloister Old, Style, o Franklin Gothic(1904). Entre otras cosas que hizo fueron dividir los tipos de letras en familias de letras. Al igual que fue responsable de muchas recreaciones de letras en la historia de la tipografía. Probablemente podríamos decir que Franklin Gothic es una de sus creaciones más recordadas.
Morris Fuller Benton es probablemente uno de los tipógrafos más importantes en la historia de la tipografía, siendo el creador de diversas tipografías que hoy día se utilizan. Algunas de ellas son:
- Century Expanded (1900)
- Linotex (1901)
- Franklin Gothic (1902)
- Century Oldstyle (1908-1909)
- Hobo (1910)
- Parisian (1928)
- Novel Gothic (1928)
- Chic (1928)
- Modernique (1928)
- Broadway (1928)
- Tower (1934)
- Phenix (1935)